# قشلاق انوچ
قشلاق انوچ، روستایی از توابع بخش سامن شهرستان ملایر در استان همدان ایران است.

## جمعیت
این روستا در دهستان سفیدکوه قرار دارد و براساس سرشماری مرکز آمار ایران در سال ۱۳۹۵، جمعیت آن ۲۴۷ نفر (۸۱خانوار) بوده است.